# Зангиди, Якопо
Якопо Зангиди, прозванный Бертойя (итал. Jacopo Zanguidi, detto il Bertoia; 25 июля 1544, Парма — ок. 1574, Парма) — художник итальянского маньеризма. Рисовальщик, живописец и гравёр эмилианской школы. Работал в Парме под влиянием Пармиджанино.

## Биография
Сведений о художнике сохранилось крайне мало. Вероятно, он учился в Болонье у Сабатини (?). Его главное произведение — росписи в Палаццо дель Джардино (Герцогском дворце) в Парме.
В Риме Бертойя входил в число художников, которые расписывали стены Оратория Гонфалоне; он выполнил панно, изображающее Вход Христа в Иерусалим. Кардинал Алессандро Фарнезе поручил ему в 1572—1573 годах расписать галереи виллы Фарнезе в Капрароле, где он работал вместе с Таддео Цуккаро, расписывая также «Зал Геркулеса» (1574).
Художник успел сделать очень мало, он преждевременно скончался в возрасте тридцати лет.

## Галерея
- Бог-Отец с четырьмя ангелами. Между 1569 и 1571. Бумага, сепия, перо, кисть. Метрополитен-музей, Нью-Йорк
- Мифологическая сцена. Бумага, перо, чернила. Национальный музей изобразительных искусств, Стокгольм
- Христос в Гефсимании. 1560-е. Тонированная бумага, мел, сепия, гуашь, перо, кисть. Национальная галерея искусства, Вашингтон
- Фреска зала «Aetas Felicior». Деталь. Палаццо дель Джардино (Герцогский дворец), Парма
- Деталь фрески Герцогского дворца. 1570
- Суд Соломона. Фреска плафона «Зала суда». 1569—1571. Палаццо Фарнезе, Капрарола